# Portland (condado de Middlesex)
Portland es un lugar designado por el censo ubicado en el condado de Middlesex en el estado estadounidense de Connecticut. En el año 2010 tenía una población de 5,862 habitantes.

## Geografía
Portland se encuentra ubicado en las coordenadas 41°34′59″N 72°37′21″O / 41.58306, -72.62250.